# GOLDEN☆BEST 朝丘雪路 筒美京平を歌う
『GOLDEN☆BEST 朝丘雪路 筒美京平を歌う』（ゴールデン・ベスト あさおかゆきじ つつみきょうへいをうたう）は、朝丘雪路のベスト・アルバム。2002年11月20日発売。発売元はソニー・ミュージックハウス。

## 解説
さまざまなレコード会社から発売されている "ゴールデン☆ベスト" シリーズの1枚で、女優としても活躍した朝丘雪路の、筒美京平作曲作品を中心に集めた廉価版ベスト。なお、一部（19曲目から22曲目まで）、筒美作品でない楽曲も収録されている。
「筒美京平を歌う」シリーズは、最初に南沙織の『GOLDEN☆BEST 南沙織 筒美京平を歌う』（同年6月19日）がリリースされ、後続で本作品や『GOLDEN☆BEST 平山三紀 筒美京平を歌う アンド・モア』などが各社から発売されている。
1971年・大晦日放送『第22回NHK紅白歌合戦』で歌われた朝丘の大ヒットソング「雨がやんだら」のほか、他アーティストのカヴァー・ソングも含んでいる。同じ年の『第13回輝く!日本レコード大賞』では「雨がやんだら」が作曲賞を受賞し、それ以外にも、
- 尾崎紀世彦／また逢う日まで（第13回日本レコード大賞受賞）
- 南沙織／17才（新人賞）
- 渚ゆう子／さいはて慕情（歌唱賞）
- 平山三紀／真夏の出来事（作曲賞）
- 堺正章／さらば恋人（大衆賞）

と、計6曲の筒美作品がノミネートされている。筒美本人も番組内の一部で、指揮者として出演した。
歌詞ブックレットの巻末には、土龍団によるライナーノーツ、ソニー時代の朝丘のディスコグラフィーのほか、朝丘自身による楽曲コメントが掲載されている。2004年には、東芝時代の音源で構成された"ゴールデン☆ベスト" 第2弾の『GOLDEN☆BEST 朝丘雪路 Vol.2』（2004年4月14日）がEMIミュージック・ジャパンからリリースされた。

## 収録曲
1. 雨がやんだら
  - 1971年・『第22回NHK紅白歌合戦』歌唱曲
2. いつもなら
3. お別れしましょう
4. 朝まで待って
5. さよならの季節
6. 終りなき冬の旅
  - 女優・岡田嘉子の半生に取材した楽曲。ナレーション：奈良岡朋子。
7. ごめんなさい
8. 大人の愛について
9. 何があなたをそうさせた
  - いしだあゆみのカヴァー・ソング
10. おとなの会話
11. さいはて慕情
  - 渚ゆう子のカヴァー・ソング
12. また逢う日まで
  - 尾崎紀世彦のカヴァー・ソング
13. ブルー・ライト・ヨコハマ
  - いしだあゆみのカヴァー・ソング
14. 私が今ほしいもの
15. 愛の裁き
16. 生まれたままで
17. 私は生きる
18. 追いかけないで
19. ふり向いてもくれない
  - クラウン時代のヒット曲の再録音版。西田佐知子がカヴァーしている（CD-BOX『西田佐知子歌謡大全集』収録）。
20. 別れのスナック
21. グッドバイ・マイ・ラブ
  - 岡崎広志のカヴァー・ソング
22. マイ・ウェイ
23. 雨がやんだら -オリジナル・カラオケ-